# Club Italia (calcio)
Il Club Italia è un organismo della Federazione Italiana Giuoco Calcio che riunisce e coordina la gestione delle attività di tutte le squadre nazionali, sia maschili sia femminili, delle discipline poste sotto l'egida della federazione (calcio, calcio a 5 e beach soccer).
Il Club Italia è presieduto dal presidente federale della FIGC, che impartisce le linee guida e approva i programmi tecnici, decide l'organigramma delle strutture del club, oltre a essere il Capo delegazione della nazionale A. Viene coadiuvato dal vicepresidente vicario della federazione e dal presidente della Lega Serie A, oltre ad avere la possibilità di istituire un organo consultivo composto da personalità del calcio italiano. La responsabilità delle scelte tecniche della nazionale A è invece affidata al Commissario tecnico.
La struttura del Club è formata dall'Area operativa e dall'Area tecnica, che si suddivide nelle seguenti funzioni: Performance e ricerca, Area medica, Football Analysis.

## Squadre nazionali
Le squadre nazionali stabili che compongono il Club Italia sono le seguenti:
| Disciplina   | Genere    | Squadra                          |
| Calcio       | Maschile  | Nazionale A                      |
| Calcio       | Maschile  | Nazionale Under-21               |
| Calcio       | Maschile  | Nazionale Under-20               |
| Calcio       | Maschile  | Nazionale Under-19               |
| Calcio       | Maschile  | Nazionale Under-18               |
| Calcio       | Maschile  | Nazionale Under-17               |
| Calcio       | Maschile  | Nazionale Under-16               |
| Calcio       | Maschile  | Nazionale Under-15               |
| Calcio       | Femminile | Nazionale A                      |
| Calcio       | Femminile | Nazionale Under-23               |
| Calcio       | Femminile | Nazionale Under-19               |
| Calcio       | Femminile | Nazionale Under-17               |
| Calcio       | Femminile | Nazionale Under-16               |
| Calcio a 5   | Maschile  | Nazionale di calcio a 5          |
| Calcio a 5   | Maschile  | Nazionale Under-19 di calcio a 5 |
| Calcio a 5   | Femminile | Nazionale di calcio a 5          |
| Calcio a 5   | Femminile | Nazionale Under-19 di calcio a 5 |
| Beach soccer | Maschile  | Nazionale di beach soccer        |
| Beach soccer | Femminile | Nazionale di beach soccer        |

Inoltre, in occasione dello svolgimento di manifestazioni multisportive nelle quali sono presenti nel programma il torneo di calcio, calcio a 5 o beach soccer, sono costituite le seguenti squadre nazionali:
| Disciplina | Genere    | Squadra                                 |
| Calcio     | Maschile  | Nazionale olimpica                      |
| Calcio     | Maschile  | Nazionale per i Giochi del Mediterraneo |
| Calcio     | Maschile  | Nazionale universitaria                 |
| Calcio     | Femminile | Nazionale universitaria                 |

Infine, fanno parte del Club Italia, l’area delle “Leggende Azzurre” e della eNazionale PES e FIFA.
In passato sono comunque esistite altre rappresentative, attualmente scomparse a seguito di ristrutturazioni sia decise per norme federali che per esigenze legate ai requisiti di partecipazione ai vari tornei internazionali, come la nazionale B (in genere l'anticamera della nazionale A, costituita dalle seconde scelte di campionato o di giocatori sotto osservazione in vista di un eventuale impiego per la nazionale maggiore, e il cui ruolo spesso si è sovrapposto con quello della, scomparsa anch'essa, nazionale sperimentale) e la Under-23.
Si fregiano (o si sono fregiate) impropriamente del titolo di "nazionale" anche alcune rappresentative di Lega. Dagli anni 1960 agli anni 1990 è stata sporadicamente attiva una nazionale di Lega, con una propria maglia e stemma, che attingeva — indistintamente tra giocatori italiani e stranieri — dall'intero bacino della Serie A. Nel 2011 è nata la cosiddetta B Italia, formata da giocatori con limite d'età Under-21 e militanti nella Serie B, che riprende idealmente la storia della rappresentativa Under-21 di Serie B, sotto l'egida della Lega Serie B.

## Organigramma
Aggiornato al 15 giugno 2025.
- Presidente: Gabriele Gravina (in quanto presidente della Federazione Italiana Giuoco Calcio);
- Commissari tecnici: Gennaro Gattuso e Andrea Soncin;
- Segretario Generale: Marco Brunelli;
- Segretario Organizzativo: Mauro Vladovich;
- Coordinatore delle relazioni istituzionali: Gianni Grazioli;
- Coordinatore tecnico Giovanili Maschili: Maurizio Viscidi;
- Coordinatore tecnico Giovanili Femminili (dall'Under19 all'Under 16): Enrico Sbardella;
- Coordinatore tecnico Nazionali Futsal: Roberto Menichelli;
- Coordinatore Performance e Ricerca: Valter Di Salvo;
- Coordinatore Area Medica: Andrea Ferretti;
- Coordinatore Attività operative: Antonio Talarico.